# Discografia de Avicii
A discografia de Avicii, é composta por três álbuns de estúdio, três extended plays (EP), cinquenta e quatro singles, vinte e seis videoclipes. além de dezenas de outros remixes e produções para outros músicos. 

## Álbuns

### Álbuns de estúdio
| Título  | Detalhes do álbum                                                                                   | Melhores posições | Melhores posições | Melhores posições | Melhores posições | Melhores posições | Melhores posições | Melhores posições | Melhores posições | Melhores posições | Melhores posições | Vendas                                        | Certificações |
| Título  | Detalhes do álbum                                                                                   | SUE               | AUS               | AUT               | BEL (FL)          | FRA               | ALE               | HOL               | SUI               | UK                | EUA               | Vendas                                        | Certificações |
| ------- | --------------------------------------------------------------------------------------------------- | ----------------- | ----------------- | ----------------- | ----------------- | ----------------- | ----------------- | ----------------- | ----------------- | ----------------- | ----------------- | --------------------------------------------- | --- |
| True    | - Lançado: 13 de setembro de 2013 - Gravadora: PRMD, Universal - Formatos: CD, LP, download digital | 1                 | 1                 | 3                 | 5                 | 8                 | 5                 | 2                 | 2                 | 2                 | 5                 | - : 1.000,000 - : 300,000 - : 40.000          | - : 3× Platina - : 3× Platina - : 2× Platina - : 2× Platina - : Platina - : Platina - : Platina - : Platina - : Platina - : Platina - : Platina - : Ouro |
| Stories | - Lançado: 2 de outubro de 2015 - Gravadora: PRMD, Universal - Formatos: CD, LP, download digital   | 1                 | 10                | 6                 | 7                 | 19                | 8                 | 7                 | 3                 | 9                 | 17                |                                               | - : 2× Platina - : Platina - : Ouro - : Ouro - : Ouro |
| Tim     | - Lançado: 6 de junho de 2019 - Gravadora: PRMD, Universal - Formatos: CD, LP, download digital     | 1                 | 6                 | 3                 | 1                 | 11                | 5                 | 1                 | 2                 | 7                 | 11                | - 60,000 - 25,000 - 10,000 - 10,000 - 105,000 | - : ouro - : ouro - : ouro - : ouro - : prata |

### Álbuns de compilação
| Título                                                | Detalhes do álbum                                                                              |
| ----------------------------------------------------- | ---------------------------------------------------------------------------------------------- |
| ‎Avicii Presents Strictly Miami (DJ Edition - Unmixed) | - Lançado: 5 de abril de 2011 - Gravadora: BMG - Formatos: CD, download digital                |
| The Singles                                           | - Lançado: 31 de maio de 2011 (EUA) - Gravadora: Ultra - Formatos: Download digital            |
| Live a Life You Will Remember                         | - Lançado: 7 de maio de 2021 - Gravadora: Universal - Formatos: streaming                      |
| Avicii Forever                                        | - Lançado: 16 de maio de 2025 - Gravadora: Universal - Formatos: streaming, CD, Disco de vinil |

### Extended plays
| Título                           | Detalhes do álbum                                                                          | Certificações                 |
| -------------------------------- | ------------------------------------------------------------------------------------------ | ----------------------------- |
| The Days / The Nights EP         | - Lançado: 1 de dezembro de 2014 - Gravadora: PRMD, Universal - Formatos: Download digital |                               |
| Pure Grinding / For a Better Day | - Lançado: 28 de Agosto de 2015 - Gravadora: PRMD - Formatos: Download digital             |                               |
| Avīci (01)                       | - Lançado: 10 de Agosto de 2017 - Gravadora: PRMD, Universal - Formatos: Download digital  | - : Platina - : Ouro - : Ouro |

### Álbuns deremix
| Título                 | Detalhes do álbum                                                                                    | Melhores posições | Melhores posições | Melhores posições | Melhores posições | Melhores posições | Melhores posições |
| Título                 | Detalhes do álbum                                                                                    | SUE               | AUS               | BEL (FL)          | NZL               | SUI               | EUA               |
| ---------------------- | --- | ----------------- | ----------------- | ----------------- | ----------------- | ----------------- | ----------------- |
| True: Avicii By Avicii | - Lançado: 24 de março de 2014 - Gravadora: PRMD, Universal, Island - Formatos: CD, download digital | 16                | 16                | 29                | 23                | 15                | 139               |

### Álbuns de misturas
| Título                         | Detalhes do álbum                                                                                  |
| ------------------------------ | -------------------------------------------------------------------------------------------------- |
| Avicii Presents Strictly Miami | - Lançado: 15 de abril de 2011 (SUI) - Gravadora: Strictly Rhythm - Formatos: CD, download digital |

## Singles
| Canção                                                                                      | Ano  | Melhores posições | Melhores posições | Melhores posições | Melhores posições | Melhores posições | Melhores posições | Melhores posições | Melhores posições | Melhores posições | Melhores posições | Certificações | Álbum                |
| Canção                                                                                      | Ano  | SUE               | AUS               | AUT               | BEL (FL)          | FRA               | ALE               | HOL               | SUI               | UK                | EUA               | Certificações | Álbum                |
| ------------------------------------------------------------------------------------------- | ---- | ----------------- | ----------------- | ----------------- | ----------------- | ----------------- | ----------------- | ----------------- | ----------------- | ----------------- | ----------------- | --- | -------------------- |
| "Lazy Lace"                                                                                 | 2007 | —                 | —                 | —                 | —                 | —                 | —                 | —                 | —                 | —                 | —                 | | Não incluso em álbum |
| "Sound of Now"                                                                              | 2008 | —                 | —                 | —                 | —                 | —                 | —                 | —                 | —                 | —                 | —                 | | Não incluso em álbum |
| "Muja"                                                                                      | 2009 | —                 | —                 | —                 | —                 | —                 | —                 | —                 | —                 | —                 | —                 | | Não incluso em álbum |
| "Ryu"                                                                                       | 2009 | —                 | —                 | —                 | —                 | —                 | —                 | —                 | —                 | —                 | —                 | | Não incluso em álbum |
| "Even" (com Sebastien Drums)                                                                | 2009 | —                 | —                 | —                 | —                 | —                 | —                 | —                 | —                 | —                 | —                 | | Não incluso em álbum |
| "Alcoholic" (como Tim Berg)                                                                 | 2009 | —                 | —                 | —                 | —                 | —                 | —                 | —                 | —                 | —                 | —                 | | Não incluso em álbum |
| "Break da Floor" (com DJ Ralph)                                                             | 2009 | —                 | —                 | —                 | —                 | —                 | —                 | —                 | —                 | —                 | —                 | | Não incluso em álbum |
| "Bom"                                                                                       | 2010 | —                 | —                 | —                 | —                 | —                 | —                 | —                 | —                 | —                 | —                 | | Não incluso em álbum |
| "Insomnia" (como Tom Hangs com Starkillers, Pimp Rockers e Marco Machiavelli)               | 2010 | —                 | —                 | —                 | —                 | —                 | —                 | —                 | —                 | —                 | —                 | | Não incluso em álbum |
| "Bromance"                                                                                  | 2010 | 16                | —                 | —                 | 1                 | —                 | —                 | 5                 | —                 | —                 | —                 | - : Ouro - : Ouro | Não incluso em álbum |
| "Seek Bromance"                                                                             | 2010 | 20                | 32                | 53                | —                 | 12                | 61                | —                 | 13                | 13                | —                 | - : Platina - : Ouro - : Prata | Não incluso em álbum |
| "My Feelings for You" (com Sebastien Drums)                                                 | 2010 | 37                | —                 | 34                | —                 | —                 | 25                | 51                | 40                | 46                | —                 | - : Ouro | Não incluso em álbum |
| "Tweet It" (como Tim Berg com Norman Doray e Sebastien Drums)                               | 2010 | —                 | —                 | —                 | —                 | —                 | —                 | —                 | —                 | —                 | —                 | | Não incluso em álbum |
| "Malo" (com participação de Bebe)                                                           | 2010 | —                 | —                 | —                 | —                 | —                 | —                 | —                 | —                 | —                 | —                 | | Não incluso em álbum |
| "Street Dancer"                                                                             | 2011 | —                 | —                 | —                 | —                 | —                 | —                 | 67                | —                 | —                 | —                 | | Não incluso em álbum |
| "So Excited"                                                                                | 2011 | —                 | —                 | —                 | —                 | —                 | —                 | —                 | —                 | —                 | —                 | | Não incluso em álbum |
| "iTrack" (como Tim Berg com Oliver Ingrosso e Otto Knows)                                   | 2011 | —                 | —                 | —                 | —                 | —                 | —                 | 53                | —                 | —                 | —                 | | Não incluso em álbum |
| "Sweet Dreams"                                                                              | 2011 | —                 | —                 | —                 | —                 | —                 | —                 | —                 | —                 | —                 | —                 | | Não incluso em álbum |
| "Blessed" (como Tom Hangs com participação de Shermanology)                                 | 2011 | 9                 | —                 | —                 | 9                 | 69                | 50                | 22                | —                 | 33                | —                 | | Não incluso em álbum |
| "Snus" (with Sebastien Drums)                                                               | 2011 | —                 | —                 | —                 | —                 | —                 | —                 | —                 | —                 | —                 | —                 | | Não incluso em álbum |
| "Jailbait"                                                                                  | 2011 | —                 | —                 | —                 | —                 | —                 | —                 | —                 | —                 | —                 | —                 | | Não incluso em álbum |
| "Collide" (com Leona Lewis)                                                                 | 2011 | —                 | —                 | 29                | 63 [A]            | —                 | —                 | —                 | —                 | 4                 | —                 | - : Prata | Não incluso em álbum |
| "Fade into Darkness" (com participação de Andreas Moe)                                      | 2011 | 4                 | 70                | —                 | —                 | —                 | —                 | —                 | —                 | 196               | —                 | - : 5× Platina | Não incluso em álbum |
| "Levels"                                                                                    | 2011 | 1                 | 24                | 4                 | 4                 | 14                | 6                 | 3                 | 5                 | 4                 | 60                | - : Diamante - : 8× Platina - : 7× Platina - : 4× Platina - : 3× Platina - : 3× Platina - : 3× Platina - : 3× Platina - : 2× Platina - : 2× Platina - : Platina - : Platina - : Platina                    | Não incluso em álbum |
| "Silhouettes"                                                                               | 2012 | 11                | 53                | 26                | 54 [C]            | —                 | 87                | 43                | —                 | 22                | —                 | - : 3× Platina - : Platina - : Platina - : Ouro - : Ouro | Não incluso em álbum |
| "Superlove" (Remix) (com Lenny Kravitz)                                                     | 2012 | —                 | —                 | —                 | 29                | —                 | 25                | —                 | 49                | —                 |                   | | Não incluso em álbum |
| "Last Dance"                                                                                | 2012 | —                 | —                 | —                 | 59 [D]            | 40                | —                 | —                 | —                 | —                 | —                 | | Não incluso em álbum |
| "Dancing In My Head" (com Eric Turner)                                                      | 2012 | —                 | —                 | —                 | —                 | —                 | —                 | —                 | —                 | 188               | —                 | | Não incluso em álbum |
| "I Could Be the One" (com Nicky Romero)                                                     | 2012 | 3                 | 4                 | 15                | 8                 | 22                | 37                | 15                | 26                | 1                 | 101 [E]           | - : 4× Platina - : 3× Platina - : 2× Platina - : Platina - : Platina - : Platina - : Platina - : Ouro - : Ouro - : Ouro                                                                                    | Não incluso em álbum |
| "X You"                                                                                     | 2013 | 19                | —                 | —                 | 84 [F]            | —                 | —                 | 83                | —                 | 47                | —                 | - : Platina | Não incluso em álbum |
| "We Write the Story" (com B&B)                                                              | 2013 | —                 | —                 | —                 | —                 | —                 | —                 | 73                | —                 | —                 | —                 | | Não incluso em álbum |
| "Wake Me Up!"                                                                               | 2013 | 1                 | 1                 | 1                 | 1                 | 1                 | 1                 | 1                 | 1                 | 1                 | 4                 | - : 6× Diamante - : Diamante - : 15× Platina - : 13× Platina - : 8× Platina - : 6× Platina - : 5× Platina - : 4× Platina - : 4× Platina - : 3× Platina - : 2× Platina - : Platina - : Platina - : 11× Ouro | True                 |
| "Speed" (Burn & Lotus F1 Team Mix)                                                          | 2013 | —                 | —                 | 50                | —                 | —                 | —                 | —                 | —                 | —                 | —                 | | Não incluso em álbum |
| "You Make Me"                                                                               | 2013 | 1                 | 12                | 7                 | 20                | 58                | 34                | 29                | 29                | 5                 | 85                | - : 4× Platina - : 2× Platina - : 2× Platina - : Platina - : Platina - : Ouro - : Ouro - : Ouro - : Ouro - : Ouro                                                                                          | True                 |
| "Hey Brother"                                                                               | 2013 | 1                 | 2                 | 1                 | 1                 | 4                 | 1                 | 2                 | 1                 | 2                 | 16                | - : 4× Diamante - : 8× Platina - : 7× Platina - : 4× Platina - : 3× Platina - : 3× Platina - : 2× Platina - : 2× Platina - : 2× Platina - : Platina - : Platina - : Ouro - : Ouro                          | True                 |
| "Addicted to You"                                                                           | 2013 | 11                | 5                 | 3                 | 5                 | 6                 | 6                 | 5                 | 4                 | 14                | —                 | - : 4× Platina - : 3× Platina - : 2× Platina - : Platina - : Platina - : 3× Ouro - : Ouro - : Ouro - : Ouro - : Ouro                                                                                       | True                 |
| "Lay Me Down"                                                                               | 2014 | 39                | 34                | 17                | 54 [G]            | 47                | 35                | —                 | 41                | 200               | —                 | - : Ouro | True                 |
| "Dar um Jeito (We Will Find a Way)" (com Carlos Santana & Wyclef Jean & Alexandre Pires)    | 2014 | —                 | —                 | —                 | 66                | —                 | —                 | —                 | —                 | —                 | —                 | | One Love, One Rhythm |
| "Divine Sorrow" (com Wyclef Jean)                                                           | 2014 | 7                 | —                 | —                 | 73                | 105               | —                 | —                 | —                 | —                 | 12                | | Não incluso em álbum |
| "The Days"                                                                                  | 2014 | 1                 | 10                | 3                 | 52 [H]            | 52                | 7                 | 16                | 8                 | 82                | 78                | - : 2× Platina - : 2× Platina - : Platina - : Platina - : Platina - : Ouro - : Ouro | The Days / Nights EP |
| "The Nights"                                                                                | 2014 | 2                 | 9                 | 6                 | 14                | 79                | 19                | 20                | 17                | 6                 | 109 [I]           | - : 2× Diamante - : 5× Platina - : 3× Platina - : 3× Platina - : 3× Platina - : 2× Platina - : Platina - : Platina - : Platina - : Ouro                                                                    | The Days / Nights EP |
| "Feeling Good"                                                                              | 2015 | 27                | —                 | —                 | —                 | —                 | —                 | —                 | —                 | —                 | —                 | - : Ouro | Não incluso em álbum |
| "Waiting for Love"                                                                          | 2015 | 1                 | 15                | 1                 | 15                | 14                | 8                 | 6                 | 7                 | 6                 | —                 | - : 2× Diamante - : 7× Platina - : 4× Platina - : 4× Platina - : 2× Platina - : 2× Platina - : 2× Platina - : Platina - : Platina - : Ouro - : Ouro                                                        | Stories              |
| "For a Better Day"                                                                          | 2015 | 5                 | 51                | 10                | —                 | 26                | 18                | 17                | 16                | 10                | —                 | - : 2× Platina - : Platina - : Ouro - : Ouro - : Prata | Stories              |
| "Pure Grinding"                                                                             | 2015 | 19                | —                 | 71                | —                 | —                 | 94                | —                 | —                 | —                 | —                 | - : Platina - : Ouro | Stories              |
| "Broken Arrows"                                                                             | 2015 | 4                 | 30                | 70                | —                 | —                 | 82                | 43                | 57                | 178               | —                 | - : 3× Platina - : Ouro | Stories              |
| "Taste the Feeling" (vs. Conrad Sewell)                                                     | 2016 | 60                | —                 | 17                | —                 | 148               | 53                | —                 | —                 | —                 | —                 | - : Ouro | Não incluso em álbum |
| "Back Where I Belong" (com Otto Knows)                                                      | 2016 | 32                | —                 | —                 | —                 | —                 | —                 | —                 | —                 | —                 | —                 | | Não incluso em álbum |
| "Without You" (com Sandro Cavazza)                                                          | 2017 | 1                 | 20                | 7                 | 15                | 30                | 18                | 13                | 10                | 32                | —                 | - : 7× Platina - : 3× Platina - : 3× Platina - : 2× Platina - : Platina - : Platina - : Platina - : Platina - : Ouro - : Ouro                                                                              | AVĪCI (01)           |
| "Lonely Together" (com Rita Ora)                                                            | 2017 | 3                 | 32                | 18                | 36                | 66                | 24                | 22                | 22                | 4                 | —                 | - : 2× Platina - : 2× Platina - : Platina - : Platina - : Platina - : Platina - : Platina - : Platina | AVĪCI (01)           |
| "SOS" (com Aloe Blacc)                                                                      | 2019 | 1                 | 7                 | 4                 | 2                 | 49                | 8                 | 1                 | 3                 | 6                 | 68                | - : 3× Platina - : 3× Platina - : Platina - : Platina - : Platina - : Platina - : Ouro - : Ouro | Tim                  |
| "Tough Love" (com Agnes e Vargas & Lagola)                                                  | 2019 | 2                 | —                 | 45                | 18                | —                 | 72                | 60                | 31                | 60                | —                 | - : Ouro | Tim                  |
| "Heaven" (com Chris Martins)                                                                | 2019 | 2                 | 20                | 21                | 15                | 119               | 30                | 16                | 11                | 20                | 82                | - : 3× Platina - : Platina - : Ouro - : ouro - : Ouro - : prata | Tim                  |
| "Forever Yours (Tribute)" (com Kygo e Sandro Cavazza)                                       | 2020 | 4                 | 96                | —                 | —                 | —                 | 65                | 64                | 25                | —                 | —                 | | Não incluso em álbum |
| "Forever Yours (Tim's 2016 Ibiza Version)" (com Sandro Cavazza)                             | 2025 | —                 | —                 | —                 | —                 | —                 | —                 | —                 | —                 | —                 | —                 | | Não incluso em álbum |
| "Let’s Ride Away" (com Elle King)                                                           | 2025 | —                 | —                 | —                 | —                 | —                 | —                 | —                 | —                 | —                 | —                 | | Avicii Forever       |
| "—" denota itens que não entraram nas tabelas musicais ou não foram lançados no território. |      |                   |                   |                   |                   |                   |                   |                   |                   |                   |                   | |                      |

## Outras canções nas paradas
| "Sunshine" (com participação de David Guetta)                                               | 2011 | 59 | —      | —  | Nothing but the Beat |
| "Run Away" (Kate Ryan com participação de Tim Berg)                                         | 2012 | —  | 87 [L] | —  | Electroshock         |
| "Dear Boy"                                                                                  | 2012 | 18 | —      | 24 | True                 |
| "Liar Liar"                                                                                 | 2012 | 26 | —      | 45 | True                 |
| "Shame on Me"                                                                               | 2012 | 32 | —      | —  | True                 |
| "Hope There's Someone"                                                                      | 2012 | 47 | —      | —  | True                 |
| "Heart Upon My Sleeve"                                                                      | 2012 | 51 | —      | 49 | True                 |
| "All You Need Is Love"                                                                      | 2012 | 33 | —      | —  | True                 |
| "Freak" (com Bonn)                                                                          | 2019 | 12 | —      | 25 | Tim                  |
| "—" denota itens que não entraram nas tabelas musicais ou não foram lançados no território. |      |    |        |    |                      |

## Remixes & Edits
| Título                                                   | Ano  | Artista(s) de performance                        | Co-produtor(es)      | Álbum                                |
| -------------------------------------------------------- | ---- | ------------------------------------------------ | -------------------- | ------------------------------------ |
| "When I'm Thinking of You" (Avicii vs. Philgood Remix)   | 2008 | Francesco Diaz, Young Rebels                     | Philgood             | "When I'm Thinking of You" single    |
| "Solaris" (Avicii Greets Joia Mix)                       | 2008 | Roman Salzger                                    | nenhum               | "Solaris" single                     |
| "Dancin'" (Avicii Remix)                                 | 2008 | Sebastien Benett                                 | nenhum               | "Dancin'" single                     |
| "Bang That Box" (Avicii vs. Philgood Remix)              | 2008 | Roger Sanchez, Terri B.                          | Philgood             | "Bang That Box" single               |
| "D10" (Avicii vs. Philgood's Vicious Remix)              | 2008 | Dirty South                                      | Philgood             | "D10" single                         |
| "Born to Rave" (Avicii and Philgood Born to Do It Remix) | 2009 | DJ Ralph                                         | Philgood             | "Born to Rave" single                |
| "Life Goes On" (Avicii vs. Philgood Remix)               | 2009 | Richard Grey, Erick Morillo, José Nunez          | Philgood             | "Life Goes On" single                |
| "Whatever Kind" (Avicii Remix)                           | 2009 | Mic Newman                                       | nenhum               | "Whatever Kind" single               |
| "You Used to Hold Me" (Avicii Remember Remix)            | 2009 | D.O.N.S., Terri B.                               | nenhum               | "You Used to Hold Me" single         |
| "Somewhere" (Avicii Remix)                               | 2009 | Albin Myers, Sandro Monte                        | nenhum               | "Somewhere" single                   |
| "Sometimes I Feel" (Avicii's Out of Miami Mix)           | 2009 | Dim Chris, Sebastien Drums, Paulina              | nenhum               | "Sometimes I Feel" single            |
| "Star Airlines" (Avicii Remix)                           | 2009 | Sebastien Benett                                 | nenhum               | "Star Airlines" single               |
| "We Are" (Avicii Remix)                                  | 2009 | Dirty South                                      | nenhum               | "We Are" single                      |
| "Lipstick" (Avicii Remix)                                | 2009 | Greg Cerrone                                     | nenhum               | "Lipstick" single                    |
| "Tear the Club Up" (Avicii vs. Philgood Two Angry Mix)   | 2009 | Zoo Brazil                                       | Philgood             | "Tear the Club Up" single            |
| "Boogers" (Avicii's Dumb Dumb Remix)                     | 2009 | MYNC, Harry Choo Choo Romero, José Nunez         | nenhum               | "Boogers" single                     |
| "Better Days" (Avicii Remix)                             | 2009 | The Cut                                          | nenhum               | "Better Days" single                 |
| "Shy Shy" (Avicii Remix)                                 | 2009 | EDX                                              | nenhum               | "Shy Shy" single                     |
| "Got 2 Get Up" (Avicii Remix)                            | 2009 | Mr. Timothy, Inaya Day                           | nenhum               | "Mr. Timothy" single                 |
| "Touch Me (In the Morning)" (Avicii's Massive Mix)       | 2009 | Kid Massive, Elliotte Williams N'Dure            | nenhum               | "Touch Me (In the Morning)" single   |
| "Dreamer 2009" (Avicii Dream On Mix)                     | 2009 | Veersus, Maxie Devine, Viani DJ, Janice Robinson | nenhum               | "Dreamer 2009" single                |
| "Escape Me" (Avicii's Remix at Night)                    | 2009 | Tiësto, C.C. Sheffield                           | nenhum               | Kaleidoscope: Remixed                |
| "Fade" (Avicii 2009 Remix)                               | 2009 | Solu Music, Kimblee                              | nenhum               | nenhum                               |
| "The Drums" (Avicii's Mouthful Remix)                    | 2009 | Alex Gaudino, Nari & Milani                      | nenhum               | My Destination (The Remixes)         |
| "One Love" (Avicii Remix)                                | 2009 | David Guetta, Estelle                            | nenhum               | "One Love" single                    |
| "In the Air" (Avicii Remix)                              | 2009 | Austin Leeds, Jeremy Carr                        | nenhum               | "In the Air" single                  |
| "Spotlight" (Avicii Rising Star Mix)                     | 2010 | The Good Guys, Tesz Milan                        | nenhum               | "Spotlight" single                   |
| "Do It with Me" (Avicii vs. Philgood Remix)              | 2010 | Austin Leeds, Etienne Osbourne, Steve Bartland   | Philgood             | "Do It with Me" single               |
| "Stop the Rock" (Avicii's Showstopping Remix)            | 2010 | Jason Rooney                                     | nenhum               | "Stop the Rock" single               |
| "Can't Fight This Feeling" (Avicii Universe Mix)         | 2010 | Junior Caldera, Sophie Ellis-Bextor              | nenhum               | "Can't Fight This Feeling" single    |
| "Salinas" (Tim Berg Remix)                               | 2010 | Dimitri Vegas & Like Mike                        | nenhum               | "Salinas" single                     |
| "Remedy" (Avicii Club Mix)                               | 2010 | Little Boots                                     | nenhum               | "Remedy" single                      |
| "Cookies with a Smile" (Avicii Remix)                    | 2010 | Dada Life                                        | nenhum               | "Cookies with a Smile" single        |
| "New New New" (Avicii Remix)                             | 2010 | Bob Sinclar, Vybrate, Queen Ifrica, Makedah      | nenhum               | Strictly Bob Sinclar                 |
| "Gettin' Over You" (Avicii's Vocal Mix at Night)         | 2010 | David Guetta, Chris Willis, Fergie, LMFAO        | nenhum               | "Gettin' Over You" single            |
| "I Feel Love" (Avicii's Forgotten Remix)                 | 2010 | Rhythm Masters, MYNC, Wynter Gordon              | nenhum               | "I Feel Love" single                 |
| "Make My Heart (Avicii's Replacer Mix)"                  | 2010 | Toni Braxton                                     | nenhum               | nenhum                               |
| "I Like It" (Avicii Remix)                               | 2010 | Enrique Iglesias, Pitbull                        | nenhum               | "I Like It" single                   |
| "Getting Personal" (Avicii's Italectronic Remix)         | 2010 | Maurizio Gubellini, Mia Crispin                  | nenhum               | "Getting Personal" single            |
| "Hang with Me" (Avicii's Exclusive Club Mix)             | 2010 | Robyn                                            | nenhum               | "Hang with Me" single                |
| "Painted Faces" (Avicii Remix)                           | 2010 | Paul Thomas, Sonny Wharton                       | nenhum               | "Painted Faces" single               |
| "Rapture" (Avicii New Generation Remix)                  | 2010 | Nadia Ali                                        | nenhum               | Queen of Clubs Trilogy: Onyx Edition |
| "Derezzed" (Avicii Remix)[J]                             | 2011 | Daft Punk                                        | nenhum               | Tron: Legacy Reconfigured            |
| "Drowning" (Avicii Remix)                                | 2011 | Armin van Buuren, Laura V                        | nenhum               | Mirage - The Remixes                 |
| "Girl Gone Wild" (Avicii's UMF Mix)                      | 2012 | Madonna                                          | nenhum               | "Girl Gone Wild" single              |
| "Get Free" (Avicii Edit)                                 | 2013 | Major Lazer, Amber Coffman                       | nenhum               | Lazer Strikes Back Vol. 3            |
| "Miami 82" (Avicii Edit)                                 | 2013 | Syn Cole                                         | nenhum               | nenhum                               |
| "Derezzed" (Avicii "So Amazing Mix")                     | 2014 | Daft Punk, Negin                                 | Dconstructed         | nenhum                               |
| "Beautiful Drug" (feat. Avicii) - Remix                  | 2024 | Zac Brown Band                                   | Niko Moon, Zac Brown | nenhum                               |

## Trabalhos de produção

### Músicas
| Título                    | Ano  | Artista(s) de performance                          | Coprodutor(es)                                                      | Álbum                 |
| ------------------------- | ---- | -------------------------------------------------- | ------------------------------------------------------------------- | --------------------- |
| "Sunshine"[J]             | 2011 | David Guetta                                       | David Guetta                                                        | Nothing But the Beat  |
| "Run Away"[J]             | 2012 | Kate Ryan                                          | Electroshock                                                        | nenhum                |
| "Animal"                  | 2012 | Jo Kwon com participação de J-Hope do Bangtan Boys | Lauren Dyson, Bang Si-hyuk                                          | I'm Da One            |
| "You're Gonna Love Again" | 2012 | NERVO                                              | Miriam Nervo, Olivia Nervo                                          | Collateral            |
| "A Sky Full of Stars"     | 2014 | Coldplay                                           | Paul Epworth, Coldplay, Daniel Green, Rick Simpson, Jon Hopkins     | Ghost Stories         |
| "Yesterday"               | 2014 | David Guetta com participação de Bebe Rexha        | David Guetta, Giorgio Tuinfort                                      | Listen                |
| "Lose Myself (忘我)"      | 2015 | Leehom Wang                                        | Salem Al Fakir, Vincent Pontare, Leehom Wang                        | 你的愛                |
| "I’ll Be Waiting"         | 2015 | Walk off the Earth                                 | Giancarlo Nicassio, Ryan Marshall, Sarah Blackwood, Thomas Salter   | Sing It All Away      |
| "Hymn for the Weekend"    | 2016 | Coldplay                                           | Coldplay, Regiment Horns, Beyonce                                   | A Head Full of Dreams |
| "Girlfriend"              | 2018 | Anderson East                                      | Aaron Raitiere, Anderson East, Dave Cobb                            | Encore                |
| "Ghost"                   | 2018 | HUMAN                                              | Daniel Adams-Ray, Henrik Jonback, Petter Tarland, Carl Wikstrom Ask | IRL                   |
| "The Otherside"           | 2020 | Cam                                                | Hillary Lindsey, Liz Rose, Tyler Johnson, Camaron Ochs              | The Otherside         |

### Álbuns
| Título        | Ano  | Artista(s)   | Coprodutores |
| ------------- | ---- | ------------ | --- |
| "Listen"      | 2014 | David Guetta | Sam Martin, Jason Avigan, Giorgio Tuinfort, Nicky Romero, Showtek, Frédéric Riesterer, Daddy's Groove, Stadium X, Austin Bis, Marcus Van Wattum, Afrojack, Grecio, Ralph Wegner |
| "Rebel Heart" | 2015 | Madonna      | Madonna, Diplo, BloodPop, Jason Evigan, Kanye West, Mike Dean, Toby Gad, Salem Al Fakir, Vincent Pontare                                                                        |

## Vídeos musicais

### Como artista principal
| Título                                      | Ano  | Diretor(es)                            |
| ------------------------------------------- | ---- | -------------------------------------- |
| "Fade into Darkness"                        | 2011 | Tobias Hansson, Karl Aulin             |
| "Collide" (com Leona Lewis)                 | 2011 | Ethan Lader                            |
| "Levels"                                    | 2011 | Petro                                  |
| "Silhouettes"                               | 2012 | Niklas Johansson                       |
| "Superlove" (com Lenny Kravitz)             | 2012 | Rich Ragsdale                          |
| "I Could Be the One" (com Nicky Romero)     | 2013 | Peter Huang                            |
| "X You"                                     | 2013 | nenhum                                 |
| "Wake Me Up"                                | 2013 | Mark Seliger                           |
| "You Make Me"                               | 2013 | Sebastian Ringler                      |
| "Hey Brother"                               | 2013 | Jesse Sternbaum                        |
| "Addicted to You"                           | 2014 | Sebastian Ringler                      |
| "Wake Me Up (Avicii by Avicii)"             | 2014 | Zachary James, Alex Negrete            |
| "Hey Brother (Avicii by Avicii)"            | 2014 | Nick Fung, Nate Olson                  |
| "Addicted to You (Avicii by Avicii)"        | 2014 | Kenshen8                               |
| "You Make Me (Avicii by Avicii)"            | 2014 | Joe Penna                              |
| "Lay Me Down"                               | 2014 | Avicii                                 |
| "Waiting for Love"                          | 2015 | Sebastian Ringler                      |
| "For a Better Day"                          | 2015 | Avicii                                 |
| "Pure Grinding"                             | 2015 | Avicii                                 |
| "Broken Arrows"                             | 2015 | Avicii                                 |
| "Lonely Together" (com Rita Ora)            | 2017 | Levan Tsikurishvili e Phillip R. Lopez |
| "You Be Love" (com Billy Raffoul)           | 2017 | Simon Hernadi, Manga Minja (exec.)     |
| "Friend of Mine" (com Vargas & Lagola)      | 2017 | Tobias Leo Nordquist                   |
| "SOS" (com Aloe Blacc)                      | 2019 | Team Avicii                            |
| "Tough Love" (com Agnes, Varga & Lagola)    | 2019 | Fredrik Benke Rydman                   |
| "Heaven (Tribute Video)" (com Chris Martin) | 2019 | Levan Tsikurishvili                    |

## Sem Lançamento Oficial

#### Enough Is Enough(com NERVO)
Avicii tocou "Enough is Enough" pela primeira vez em 2011, durante um show na Tomorrowland. No entanto, a faixa nunca teve um lançamento oficial. Atualmente, os direitos da música pertencem a dupla australiana NERVO, que em 2021 prometeram recriar e lançar oficialmente a faixa. Avicii explicou em entrevistas que não lançou a música na época porque ela não combinava com as outras faixas que ele estava lançando naquele período.

#### Stay With You(com Mike Posner)
Avicii tocou "Stay With You" pela primeira vez em 2013. Mike Posner chegou a cantar a versão de Avicii ao vivo em 2014, durante um show nos Estados Unidos. No entanto, a versão de Avicii nunca foi oficialmente lançada. Em 2016, Mike Posner lançou sua própria versão, sem os instrumentais de Avicii, para seu álbum "At Night, Alone".

#### Tracks Of My Tears(com Smokey Robinson)
Track Of My Tears é uma música de Avicii com vocais de Smokey Robinson, a música nunca teve lançamento oficial, e futuramente o instrumental dela foi reusado no single "All you Need Is Love", Track Of My Tears foi tocada pela primeira vez no episódio 36 de seu programa na rádio "Le7els radio show".

#### Unbreakable(com Sandro Cavazza)
Em 2013, Avicii recebeu a faixa "Unbreakable" como uma demo do compositor Clarence Coffee Jr., com a liberdade para produzi-la e lançá-la no futuro como quisesse. Ele chegou a gravar a música em estúdio com o cantor Sandro Cavazza e a tocou ao vivo durante o Ultra Music Festival de 2016, além de em vários outros shows ao longo do mesmo ano. No entanto, a faixa nunca teve um lançamento oficial por parte de Avicii, e o instrumental dela foi usado na música "Friend of Mine", do EP Avīci (01). Em 2020, o DJ e produtor musical BUNT lançou sua versão de "Unbreakable", em colaboração com Clarence Coffee Jr.
| Título                                          |
| ----------------------------------------------- |
| Generations (com Tiesto & Sebastian Ingrosso)   |
| We Burn(Faster Than Light) (com Sandro Cavazza) |
| All My Life (com Sandro Cavazza)                |
| Can't Get Enough (com Sandro Cavazza)           |
| Our Love (com Sandro Cavazza)                   |
| Do It For Love (com Sandro Cavazza)             |
| In Your Arms (com Sandro Cavazza)               |
| I Love You So (com Sandro Cavazza)              |
| I Wanna Believe In You (com Sandro Cavazza)     |
| All I Need (com Sia e Alesso)                   |
| Promises Of Tears (com vocais de Avicii)        |

### Nota
Músicas sem lançamentos oficiais, são músicas que não foram liberadas para vendas ou para streaming, mas foram divulgadas pelo Avicii de alguma forma, seja tocando ao vivo em shows ou postando partes delas em stories no instagram por exemplo. Como são músicas que nunca foram lançadas oficialmente, as informações podem não ter fontes 100% confiáveis ou estar desatualizadas, as informações foram pegas das redes sociais dos artistas participantes, lives do canal do Avicii no youtube, programas de rádios de Avicii, fã sites, reddit e entre outros.